# Ežen Buden
Ežen Buden (12. jul 1824 – 8. avgust 1898) je bio jedan od prvih francuskih slikara pejzaža i impresionista koji su slikali na otvorenom prostoru. Rođen je u Onfleru, u Normandiji. Slikao je obalu i seoske predele Normandije. Koro ga je zbog njegovih morskih pejzaža nazvao „kraljem neba”.  Bio je jedan od prvih slikara 19. veka koji je slikao pejzaže u prirodi, van ateljea. Posebno su poznati i cenjeni njegovi morski pejzaži.

## Odnos sa Klodom Moneom
Ežen Buden je bio prvi učitelj Kloda Monea. Sredinom pedesetih godina, Mone u svojoj mladosti nije cenio svoga učitelja i njegova dela. U tom periodu je crtao karikature, ali je ubrzo promenio mišljenje. Zajedno su, u vodjstvu Budena išli u prirodu sa štafelajom i bojama. Stalnim odlaskom bi ubedio svog učenika u privlačnost slikanja na otvorenom, jer se tako može uhvatiti puna jačina svetlosti i njenih promena. Mone je celog života ostao veran tom metodu i to je bio jedini način  da se suoči sa promenljivim morem ili nebom i uhvati pravi trenutak. Zajedno su slikali u Truvilu 1870. godine.,,Ako sam postao slikar, za to treba da zahvalim Budenu”.

## Plaža u Truvilu
Na slici „Plaža u Truvilu” prikazani su turisti u elegantnoj odeći koji sede ili stoje na peskovitoj obali, okrenuti moru. Na moru koje blago talasa prolaze čamci, a u pozadini na desnoj strani nalazi se velika kuća nalik na dvorac. Iznad cele scene na obali mora nadvija se vedro nebo što daje efekat oranžerije. Delo ukazuje na začetak epohe impresionizma i primer oranžerije, a naslikano je 1864. godine i danas se nalazi u muzeju Orsej u Parizu.
Slika „Plaža u Truvilu” je izuzetna zbog živahnosti obrade, predstavljanja svih treperenja svetlosti, a neki objekti su svedeni na samo parče boje, što ukazuje koliko je Ežen Buden značajan za pojavu novog načina slikanja.
Ova slika je tipična za Budenove mnoge skice plaža u kojima prikazuje grupe ljudi raspoređenih duž plaže u kompoziciji, bele, crvene i plave boje njihove odeće koje se ističu nasuprot srebrnih nijansi neba i mora.Imao je doživotnu opsesiju prolaznim vremenskim uticajima.

## Literatura
- Eaglemoss collections, Maggie Camels „Veliki slikari- život,delo i uticaji, 2 Klod Mone” 2010.godine.,Velika Britanija.